# Miraselva
Miraselva é um município brasileiro do estado do Paraná. Sua população estimada em 2005 era de 1.865 habitantes. É parte de Região Metropolitana de Londrina.

## Etimologia
A teoria mais aceita quanto a origem do termo Miraselva deriva da expressão hispânica “Mira la selva!, que trazido significa, “Olha a Mata!”. Posteriormente, generalizando-se, veio a ser a denominação do núcleo de Miraselva.

## História
Em meados de 1950 formou-se um povoado onde hoje está situado o município de Miraselva. Na década de 1950, a demarcação, loteamento e comercialização dos primeiros terrenos foi feita pelo corretor de imóveis Izac Junqueira. Havia uma série de posseiros e proprietários, situação enfrentada por ele no ato do zoneamento.
Pela Lei nº 3.527, de 16 de janeiro de 1958, foi criado o distrito. Em 25 de julho de 1960, pela Lei nº 4.245, foi criado o município, com território desmembrado de Florestópolis. A instalação deu-se a 11 de novembro de 1961, sendo primeiro prefeito nomeado Jamil Sáfadi, e primeiro prefeito eleito João Juliani.

## Geografia
Possui uma área é de 90,294 km² representando 0,0453 % do estado, 0,016 % da região e 0,0011 % de todo o território brasileiro. Localiza-se a uma latitude 22°57'57" sul e a uma longitude 51°27'18" oeste.

### Demografia
De acordo com o censo de 2010, a população do município é 1.858 habitantes, sendo majoritariamente urbana. O Índice de Desenvolvimento Humano do município é de 0,787.

## Infraestrutura

### Transporte
O município está servido apenas por rodovias, sendo PR-534, que liga o município a Centenário do Sul, e a PR-170, que liga o município a Prado Ferreira (sentido sul) e a Florestópolis (sentido norte).